# Mythimna congrua
Mythimna congrua es una especie de polilla de la familia Noctuidae. Se encuentra en Argelia, el sur de Europa, Turquía, Israel, Siria, la región del Cáucaso y Transcaucasia, Azerbaiyán, Irak y Turkmenistán.
Los adultos están vuelan de enero a abril. Es posible que exista una generación en Israel, con los adultos en vuelo de enero a mayo. En Europa hay dos generaciones de marzo a junio y de agosto a octubre.
Las larvas se alimentan de diferentes especies de gramíneas.